# Морске игле
Морске игле или иглице (Belonidae) су породица риба које су првенствено повезане са врло плитким морским стаништима или површином отвореног мора. Неки родови укључују врсте које се налазе у морском и слатководном окружењу (на примјер Strongylura), док се неколико родова ограничава на слатководне ријеке и потоке, укључујући Belonion, Potamorrhaphis и Xenentodon. Морске игле наликују сјевеноамерчком слатководном гару (породица Lepisosteidae) у томе што су издужене и имају дуге, уске чељусти испуњене оштрим зубима, а неке врсте морских игли називају се гар упркос томе што су само у далеком сродству са правом рибом гар. Тај назив је првобитно кориштен за морску иглу (Belone belone) у Европи, а тек касније су га европски досељеници током 18. вијека примјењивали на сјеверноамеричке рибе.

## Опис
Морске игле су витке, а дужине су од 3,0 до 95 центиметара. Имају једно леђно пераје, постављено далеко уназад на тијелу, супротно подрепном перају. Њихова најкаратеристичнија особина је дугачак, уски „кљун”, који носи више оштрих зуба. Код већине врста горња вилица достиже цијелу дужину само код одраслих, па млади имају изглед „полу-кљуна”, са издуженом доњом вилицом, али знатно мањом горњом. Током ове фазе свог животног циклуса, они једу планктоне, прелазећи на рибу када „кљун” у потпуности развију. Морске игле се размножавају парењем и одлагањем јаја. Мужјак обично јаше женку на таласима док се паре.

## Екологија
Све морске игле се примарно хране мањим рибама. Поред тога, неке врсте се хране раковима и малим главоношцима. Морске врсте су грабежљиве, при чему се индијске врсте хране искључиво великим раковима.
Морске игле су најчешће у суптропским дијеловима, али неке насељавају и умјерене воде, посебно током зиме. Риба иглица (Belone belone), уобичајена сјеверноатлантска врста, често плива у групама уз туне.

## Опасност
Морске игле су способне да праве кратке скокове из воде брзином до 60 километара на час. Будући да морске игле пливају близу површине, често прескачу палубе бродића, умјесто да их заобилазе. Ова активност скакања је повећана ноћу, пошто их узбуђује вјештачка свјетлост; многе ноћне рибаре и рониоце у областима Тихог океана „нападале” су јата морских игли које су скакале из воде ка извору свјетлости. Њихови оштри „кљунови” способни су да нанесу дубоке ране. За многе рибаре са пацифичких острва, који лове у ниским чамцима, морске игле представљају већи ризик од повреда него морски пси.
Повремене смрти и тешке повреде приписане су овој врсти. 1977. године, 10-годишњи хавајски дјечак је убијен, док је ноћу пецао са оцем у заливу, када је морска игла од 1,0 до 1,2 метра искочила из воде и пробила му око и мозак. 2007. године, 16-годишњи вијетнамски дјечак убоден је у срце кљуном морске игле дужине 15 центиметара, док је ноћу ронио у потрази за морским краставцима.
2010. године, кајакашица на Флориди је замало умрла кад је риба скочила из воде и ударила је у груди. У 2012. години, њемачки китесургер Волфрам Реинерс тешко је рањен у стопало захваљујући морској игли. У мају 2013. године, китесурфер у Црвеном мору у Египту је прободен директно испод кољена кад је морска игла искочила из воде. У октобру 2013. године, на сајту Саудијске Арабије је пријављена смрт младог Саудијца који је умро након што га је морска игла убола у лијеву страну врата.  У 2014. години, руску туристкињу је умало убила морска игла у Вијетнаму, кад јој је угризла врат и оставила дијелове зуба у кичменој мождини, паралишући је. Почетком јануара 2016. године 39-годишња индонежанка из Палуа тешко је повријеђена када је морска игла скочила и пробола је изнад десног ока. Пливала је у води дубокој 80 центиметара. Умрла је неколико сати касније упркос напорима да је спасу у локалној болници. Убрзо након тога, слике њене повреде прошириле су се апликацијама, док је неколико вијести такође пријавило инцидент, а неки су напад погрешно приписали сабљарци. У децембру 2018. године, морска игла је била одговорна за смрт кадета тајландске морнарице.

## У акваријуму
Неке врсте морске игле настањују слатководно окружење, а једна од слатководних врста, Xenentodon cancila из југоисточне Азије, повремено се чува као акваријумска риба. У питању је релативно мала врста, дужине не више од 40 центиметара када се потпуно узгаја, али се сматра прилично њежном рибом прикладном за акваријум.

## Таксономија
Породица морске игле сврстана је у ред Beloniformes, а заједно са потомцима породице Scomberesocidae чине надпородицу Scomberesocoidea и заузврат је једна од двије надпородице у подреду Exocoetoidei која обухвата све Beloniformes осим риба из породице Adrianichthydae. Неки сматрају да је род Belone сестринска група са скушама.